# Бонна Беррийская
Бонна Беррийская или Бонна де Берри (не ранее 1362 и не позднее 1365, Замок Меэн-сюр-Йевр — 30 декабря 1435[…], Замок Карла) — дочь Жана, герцога Беррийского, и его первой супруги Жанны д’Арманьяк.

## Первый брак
Первым мужем Бонны был Амадей VII, граф Савойи. Их брачный контракт был подписан 7 мая 1372 года, а брак был заключён 18 января 1377 года, однако она не прибыла в Савойю до 1381 года. У супругов было трое детей:
- Амадей VIII (1383—1439), граф Савойский
- Бонна (1388—1432), с 1403 года — жена Людовика Савойского (1364—1418), сеньора Пьемонта
- Жанна (1392—1460), с 1411 года — жена Жан-Жака Палеолога (1395—1445), маркиза де Монферра.

После смерти Амадея в 1391 году возник спор о регенте Амадея VIII, потому что её покойный муж назначил регентом не свою жену, а мать — Бонну де Бурбон. Этот конфликт был завершён подписанием соглашения 8 мая 1393 года.

## Второй брак
Вторым мужем Бонны был Бернар VII д’Арманьяк. Их брачный контракт был подписан 2 декабря 1393 года. У них было семеро детей:
- Жан IV (1396—1450), граф д’Арманьяк, де Фезансак и де Родез.
- Бернар (1400—1462), граф де Пардиак, позже, благодаря браку, герцог де Немур и граф де Ла Марш.
- Мария (1397—1404/05).
- Бонна (1399—1415), с 1410 года — жена Шарля (май 1391—1465), герцога Орлеанского.
- Анна (1402—1473), с 1417 — жена Шарля II (1407—1471), сеньора д’Альбре и графа де Дрё.
- Жанна (родилась и умерла в 1403).
- Беатриса (1406 — ок. 1418).

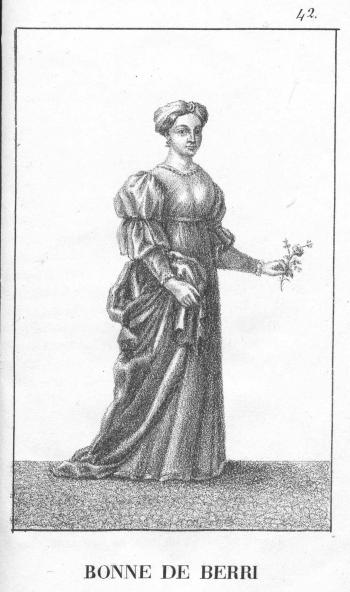
Бонна Беррийская, рисунок 1827 года.